# Chili op de Olympische Winterspelen 1952
Tijdens de Olympische Winterspelen van 1952, die in Oslo (Noorwegen) werden gehouden, nam Chili voor de tweede keer deel.

## Deelnemers en resultaten

### Alpineskiën
| Olympiër         | Discipline       | Resultaat | Prestatie                              |
| ---------------- | ---------------- | --------- | -------------------------------------- |
| Jaime Errázuriz  | afdaling (m)     | 68e       | 3.53,3 (+1.22,5)                       |
| Jaime Errázuriz  | reuzenslalom (m) | 76e       | 3.30,3 (+1.05,3)                       |
| Jaime Errázuriz  | slalom (m)       | r1: 62e   | 2e run niet startgerechtigd 1.19,0+dns |
| Sergio Navarrete | slalom (m)       | r1: 63e   | 2e run niet startgerechtigd 1.20,9+dns |
| Eduardo Silva    | afdaling (m)     | 66e       | 3.52,3 (+1.21,5)                       |
| Eduardo Silva    | reuzenslalom (m) | 75e       | 3.25,6 (+1.00,6)                       |
| Eduardo Silva    | slalom (m)       | r1: 56e   | 2e run niet startgerechtigd 1.16,2+dns |

Argentinië · Australië · België · Bulgarije · Canada · Chili · Denemarken · Duitsland · Finland · Frankrijk · Griekenland · Groot-Brittannië · Hongarije · IJsland · Italië · Japan · Joegoslavië · Libanon · Nederland · Nieuw-Zeeland · Noorwegen · Oostenrijk · Polen · Portugal · Roemenië · Spanje · Tsjecho-Slowakije · Verenigde Staten · Zweden · Zwitserland